# Steven Old
Steven Old (ur. 17 lutego 1986 w Palmerston North w Nowej Zelandii) – nowozelandzki piłkarz, reprezentant kraju grający na pozycji obrońcy.

## Kariera piłkarska
Przygodę z futbolem rozpoczął w 2004 na St. John’s University. W 2005 przeszedł do YoungHeart Manawatu. W 2006 grał w Newcastle Jets. W 2007 odszedł do Wellington Phoenix. W 2008 zaliczył roczny epizod w klubie Macarthur Rams. Od 2009 do 2011 był piłkarzem Kilmarnock. W 2010 został z tego zespołu wypożyczony do Cowdenbeath. W 2012 grał w dwóch klubach: najpierw w Basingstoke Town, a następnie w Sutton United. W 2013 występował w chińskim Shijiazhuang Ever Bright. W latach 2014–2015 był zawodnikiem Ljungskile SK, a w latach 2016–2017 GAIS Göteborg. W 2017 przeszedł do Morecambe F.C.

## Kariera reprezentacyjna
Karierę reprezentacyjną rozpoczął w 2004. Uczestnik Igrzysk Olimpijskich 2008. W 2009 został powołany przez trenera Rickiego Herberta na Pucharze Konfederacji 2009, gdzie reprezentacja Nowej Zelandii odpadła w fazie grupowej. W sumie w reprezentacji wystąpił jak dotychczas w 17 spotkaniach i strzelił 1 bramkę.